# Puchar Narodów Afryki 2017
Puchar Narodów Afryki 2017 – 31. edycja turnieju o mistrzostwo Afryki w piłce nożnej, który odbył się w Gabonie w 2017 roku, zakończony zwycięstwem reprezentacji Kamerunu.

## Organizacja

### I wybór
| Kraje ubiegające się o organizację mistrzostw | Ostatnie goszczone mistrzostwa |
| --------------------------------------------- | ------------------------------ |
| Południowa Afryka                             | 1996, 2013                     |
| Botswana                                      | –                              |
| Demokratyczna Republika Konga                 | –                              |
| Kamerun                                       | 1972                           |
| Gwinea                                        | –                              |
| Maroko                                        | 1988                           |
| Zambia                                        | –                              |
| Zimbabwe                                      | –                              |

W sierpniu 2011 roku Afrykańska Konfederacja Piłkarska postanowiła zmienić gospodarza turnieju, ze względu na trwającą w Libii wojnę domową. RPA zostało gospodarzem turnieju w 2013 roku, gospodarzem w 2017 roku mianowano Libię. Ze względu na przedłużający się konflikt wewnętrzny w Libii, Afrykańska Konfederacja Piłkarska 22 sierpnia 2014 roku postanowiła ostatecznie odebrać Libii organizację tego turnieju.

### II wybór
| Kraje ubiegające się o organizację mistrzostw | Ostatnie goszczone mistrzostwa              |
| --------------------------------------------- | ------------------------------------------- |
| Algieria                                      | 1990                                        |
| Egipt                                         | 1959, 1974, 1986, 2006                      |
| Gabon                                         | 2012 (wspólnie z Gwineą Równikową)          |
| Ghana                                         | 1963, 1978, 2000 (wspólnie z Nigerią), 2008 |
| Kenia                                         | –                                           |
| Sudan                                         | 1957, 1970,                                 |
| Zimbabwe                                      | –                                           |

Po odebraniu Libii organizacji turnieju Afrykańska Konfederacja Piłkarska ogłosiła, że nowi kandydaci na zorganizowanie Mistrzostwa Afryki w 2017 roku, mogą zgłaszać swoje kandydatury do 30 września 2014 roku. Gospodarz PNA 2017 zostanie ogłoszony na początku 2015 roku.. 8 kwietnia 2015 roku ogłoszono, że gospodarzem turnieju będzie Gabon.

## Zakwalifikowane drużyny
8 kwietnia 2015 roku w Kairze rozlosowano grupy eliminacyjne PNA 2017. Do turnieju finałowego awansują zwycięzcy grup oraz dwie najlepsze ekipy spośród tych, które zajmą drugie miejsca w grupach. Eliminacje potrwają od czerwca 2015 roku do września 2016 roku.
| Drużyna                       | Grupa kwalifikacyjna       | Liczba występów do tej pory | Najlepszy wynik                                        | Ostatni występ |
| ----------------------------- | -------------------------- | --------------------------- | ------------------------------------------------------ | -------------- |
| Gabon                         | gospodarz                  | 6                           | Ćwierćfinał (1996, 2012)                               | 2015           |
| Tunezja                       | zwycięzca Grupa A          | 17                          | Mistrzostwo (2004)                                     | 2015           |
| Demokratyczna Republika Konga | zwycięzca Grupa B          | 17                          | Mistrzostwo (1968, 1974)                               | 2015           |
| Mali                          | zwycięzca Grupa C          | 9                           | II Miejsce (1972)                                      | 2015           |
| Burkina Faso                  | zwycięzca Grupa D          | 10                          | II Miejsce (2013)                                      | 2015           |
| Gwinea Bissau                 | zwycięzca Grupa E          | Debiutant                   | Debiutant                                              | Debiutant      |
| Maroko                        | zwycięzca Grupa F          | 15                          | Mistrzostwo (1976)                                     | 2013           |
| Egipt                         | zwycięzca Grupa G          | 22                          | Mistrzostwo (1957, 1959, 1986, 1998, 2006, 2008, 2010) | 2010           |
| Ghana                         | zwycięzca Grupa H          | 20                          | Mistrzostwo (1963, 1965, 1978, 1982)                   | 2015           |
| Wybrzeże Kości Słoniowej      | zwycięzca Grupa I          | 21                          | Mistrzostwo (1992, 2015)                               | 2015           |
| Algieria                      | zwycięzca Grupa J          | 16                          | Mistrzostwo (1990)                                     | 2015           |
| Senegal                       | zwycięzca Grupa K          | 13                          | II Miejsce (2002)                                      | 2015           |
| Zimbabwe                      | zwycięzca Grupa L          | 2                           | Faza Grupowa (2004, 2006)                              | 2006           |
| Kamerun                       | zwycięzca Grupa M          | 17                          | Mistrzostwo (1984, 1988, 2000, 2002)                   | 2015           |
| Uganda                        | najlepsza z drugich miejsc | 5                           | II Miejsce (1978)                                      | 1978           |
| Togo                          | druga z drugich miejsc     | 7                           | Ćwierćfinał (2013)                                     | 2013           |

## Obiekty
Miasta goszczące mecze turniejowe ogłoszono w październiku 2016 roku. Libreville i Franceville były gospodarzami podczas PNA 2012.
| Stade d'Angondjé                                                          | Stade d'Angondjé  | Stade de Franceville | Stade de Franceville |
| Pojemność: 40 000                                                         | Pojemność: 40 000 | Pojemność: 35 000    | Pojemność: 35 000    |
|                                                                           |                   |                      |                      |
| LibrevilleFrancevilleOyemPort-Gentil Miasta-organizatorzy na mapie Gabonu |                   |                      |                      |
| Oyem                                                                      | Oyem              | Port-Gentil          | Port-Gentil          |
| Stade d'Oyem                                                              | Stade d'Oyem      | Stade de Port-Gentil | Stade de Port-Gentil |
| Pojemność: 20 000                                                         | Pojemność: 20 000 | Pojemność: 20 000    | Pojemność: 20 000    |
|                                                                           |                   |                      |                      |

## Sędziowie
Na turniej powołano 17 sędziów głównych i 21 sędziów asystentów.

### Sędziowie główni
- Mehdi Abid Charef
- Joshua Bondo
- Gehad Grisha
- Bamlak Tessema Weyesa
- Eric Otogo-Castane
- Bakary Gassama
- Sidi Alioum
- Hamada Nampiandraza
- Mahamadou Keita
- Redouane Jiyed
- Ali Lemghaifry
- Daniel Bennett
- Malang Diedhiou
- Bernard Camille
- Youssef Essrayri
- Denis Dembele
- Janny Sikazwe

### Sędziowie asystenci
- Albdelhak Etchiali
- Jerson Emiliano Dos Santos
- Jean-Claude Birumushahu
- Olivier Safari Kabene
- Tahssen Abo El Sadat Bedyer
- Théophile Vinga
- Aboubacar Doumbouya
- Evarist Menkouande
- Elvis Guy Noupue Nguegoue
- Marwa Range
- Redouane Achik
- Arsénio Chadreque Marengula
- Yahaya Mahamadou
- Abel Baba
- Zakhele Siwela
- Djibril Camara
- El Hadji Malick Samba
- Ali Waleed Ahmed
- Mohammed Abdallah Ibrahim
- Anouar Hmila

## Losowanie grup
Losowanie grup turnieju finałowego odbyło się 19 października 2016 roku w Libreville
. 16 zakwalifikowanych drużyn zostało wcześniej podzielonych na cztery koszyki, przy czym gospodarz turnieju - Gabon został automatycznie przydzielony na pierwszym miejscu do grupy A. Pozostałe 15 zespołów zostało sklasyfikowanych na podstawie wyników uzyskanych podczas następujących rozgrywek.
- Turnieju finałowego PNA 2012, 2013, 2015
- Kwalifikacji do PNA 2013, 2015, 2017
- Turnieju finałowego Mistrzostw Świata 2014
- Kwalifikacji do Mistrzostw Świata 2014

| Koszyk 1                                                                                   | Koszyk 2                                                                                            | Koszyk 3                                                             | Koszyk 4                                                                  |
| ------------------------------------------------------------------------------------------ | --------------------------------------------------------------------------------------------------- | -------------------------------------------------------------------- | ------------------------------------------------------------------------- |
| Gabon (gospodarz) Wybrzeże Kości Słoniowej (63,5 pkt) Ghana (56,5 pkt) Algieria (43,5 pkt) | Tunezja (34,5 pkt) Mali (33,5 pkt) Burkina Faso (33,5 pkt) Demokratyczna Republika Konga (29,5 pkt) | Kamerun (29 pkt) Senegal (24 pkt) Maroko (18,5 pkt) Egipt (15,5 pkt) | Togo (15,5 pkt) Uganda (12 pkt) Zimbabwe (10 pkt) Gwinea Bissau (8,5 pkt) |

## Grupy
16 drużyn zostało podzielonych na cztery grupy. Dwa najlepsze zespoły z każdej grupy zagrają w ćwierćfinale.

### Grupa A
| Drużyna       | Pkt | M | Z | R | P | Br+ | Br- | +/- |
| ------------- | --- | - | - | - | - | --- | --- | --- |
| Burkina Faso  | 5   | 3 | 1 | 2 | 0 | 4   | 2   | +2  |
| Kamerun       | 5   | 3 | 1 | 2 | 0 | 3   | 2   | +1  |
| Gabon         | 3   | 3 | 0 | 3 | 0 | 2   | 2   | 0   |
| Gwinea Bissau | 1   | 3 | 0 | 1 | 2 | 2   | 5   | -3  |

| 14 stycznia 2017 17:00 | Gabon · Aubameyang 52' | 1:1(0:0)Raport | Gwinea Bissau · Juary 90+1' | Stade d'Angondjé, Libreville Sędzia: Gehad Grisha |
|                        |                        |                |                             |                                                   |

| 14 stycznia 2017 20:00 | Burkina Faso · Dayo 75' | 1:1(0:1)Raport | Kamerun · Moukandjo 35' | Stade d'Angondjé, Libreville Sędzia: Janny Sikazwe |
|                        |                         |                |                         |                                                    |

| 18 stycznia 2017 17:00 | Gabon · Aubameyang 38' (k) | 1:1(1:1)Raport | Burkina Faso · Nakoulma 23' | Stade d'Angondjé, Libreville Sędzia: Bakary Gassama |
|                        |                            |                |                             |                                                     |

| 18 stycznia 2017 20:00 | Kamerun · Siani 61' · Ngadeu-Ngadjui 78' | 2:1(0:1)Raport | Gwinea Bissau · Piqueti 13' | Stade d'Angondjé, Libreville Sędzia: Youssef Essrayri |
|                        |                                          |                |                             |                                                       |

| 22 stycznia 2017 20:00 | Kamerun | 0:0Raport | Gabon | Stade d'Angondjé, Libreville Sędzia: Daniel Bennett |
|                        |         |           |       |                                                     |

| 22 stycznia 2017 20:00 | Gwinea Bissau | 0:2(0:1)Raport | Burkina Faso · Rudinilson 12' (sam.) · B. Traoré 58' | Stade de Franceville, Franceville Sędzia: Bamlak Tessema Weyesa |
|                        |               |                |                                                      |                                                                 |

### Grupa B
| Drużyna  | Pkt | M | Z | R | P | Br+ | Br- | +/- |
| -------- | --- | - | - | - | - | --- | --- | --- |
| Senegal  | 7   | 3 | 2 | 1 | 0 | 6   | 2   | +4  |
| Tunezja  | 6   | 3 | 2 | 0 | 1 | 6   | 5   | +1  |
| Algieria | 2   | 3 | 0 | 2 | 1 | 5   | 6   | -1  |
| Zimbabwe | 1   | 3 | 0 | 1 | 2 | 4   | 8   | -4  |

| 15 stycznia 2017 17:00 | Algieria · Mahrez 12', 82' | 2:2(1:2)Raport | Zimbabwe · Mahachi 17' · Mushekwi 29' (k) | Stade de Franceville, Franceville Sędzia: Bamlak Tessema Weyesa |
|                        |                            |                |                                           |                                                                 |

| 15 stycznia 2017 20:00 | Tunezja | 0:2(0:2)Raport | Senegal · Mané 10' (k) · Mbodj 30' | Stade de Franceville, Franceville Sędzia: Sidi Alioum |
|                        |         |                |                                    |                                                       |

| 19 stycznia 2017 17:00 | Algieria · Hanni 90+1' | 1:2(0:0)Raport | Tunezja · Mandi 15' (sam.) · Sliti 66' (k) | Stade de Franceville, Franceville Sędzia: Bernard Camille |
|                        |                        |                |                                            |                                                           |

| 19 stycznia 2017 20:00 | Senegal · Mané 9' · Saivet 13' | 2:0(2:0)Raport | Zimbabwe | Stade de Franceville, Franceville Sędzia: Redouane Jiyed |
|                        |                                |                |          |                                                          |

| 23 stycznia 2017 20:00 | Senegal · Diop 44' · Sow 53' | 2:2(1:1)Raport | Algieria · Slimani 10', 53' | Stade de Franceville, Franceville Sędzia: Joshua Bondo |
|                        |                              |                |                             |                                                        |

| 23 stycznia 2017 20:00 | Zimbabwe · Musona 42' · Ndoro 58' | 2:4(1:4)Raport | Tunezja · Sliti 9' · Msakni 22' · Khenissi 36' · Khazri 45' (k) | Stade d'Angondjé, Libreville Sędzia: Denis Dembélé |
|                        |                                   |                |                                                                 |                                                    |

### Grupa C
| Drużyna                       | Pkt | M | Z | R | P | Br+ | Br- | +/- |
| ----------------------------- | --- | - | - | - | - | --- | --- | --- |
| Demokratyczna Republika Konga | 7   | 3 | 2 | 1 | 0 | 6   | 3   | +3  |
| Maroko                        | 6   | 3 | 2 | 0 | 1 | 4   | 2   | +2  |
| Wybrzeże Kości Słoniowej      | 2   | 3 | 0 | 2 | 1 | 2   | 3   | -1  |
| Togo                          | 1   | 3 | 0 | 1 | 2 | 2   | 6   | -4  |

| 16 stycznia 2017 17:00 | Wybrzeże Kości Słoniowej | 0:0Raport | Togo | Stade d'Oyem, Oyem Sędzia: Eric Otogo-Castane |
|                        |                          |           |      |                                               |

| 16 stycznia 2017 20:00 | Demokratyczna Republika Konga · Kabananga 55' | 1:0(0:0)Raport | Maroko | Stade d'Oyem, Oyem Sędzia: Hamada Nampiandraza |
|                        |                                               |                |        |                                                |

| 20 stycznia 2017 17:00 | Wybrzeże Kości Słoniowej · Bony 25' · Dié 67' | 2:2(1:2)Raport | Demokratyczna Republika Konga · Kebano 10' · Kabananga 28' | Stade d'Oyem, Oyem Sędzia: Janny Sikazwe |
|                        |                                               |                |                                                            |                                          |

| 20 stycznia 2017 20:00 | Maroko · Bouhaddouz 14' · Saïss 21' · En-Nesyri 72' | 3:1(2:1)Raport | Togo · Dossevi 5' | Stade d'Oyem, Oyem Sędzia: Mahamadou Keita |
|                        |                                                     |                |                   |                                            |

| 24 stycznia 2017 20:00 | Maroko · Alioui 64' | 1:0(0:0)Raport | Wybrzeże Kości Słoniowej | Stade d'Oyem, Oyem Sędzia: Sidi Alioum |
|                        |                     |                |                          |                                        |

| 24 stycznia 2017 20:00 | Togo · Laba 69' | 1:3(0:1)Raport | Demokratyczna Republika Konga · Kabananga 29' · Mubele 54' · M’Poku 80' | Stade de Port-Gentil, Port-Gentil Sędzia: Malang Diedhiou |
|                        |                 |                |                                                                         |                                                           |

### Grupa D
| Drużyna | Pkt | M | Z | R | P | Br+ | Br- | +/- |
| ------- | --- | - | - | - | - | --- | --- | --- |
| Egipt   | 7   | 3 | 2 | 1 | 0 | 2   | 0   | +2  |
| Ghana   | 6   | 3 | 2 | 0 | 1 | 2   | 1   | +1  |
| Mali    | 2   | 3 | 0 | 2 | 1 | 1   | 2   | -1  |
| Uganda  | 1   | 3 | 0 | 1 | 2 | 1   | 3   | -2  |

| 17 stycznia 2017 17:00 | Ghana · A. Ayew 32' (k) | 1:0(1:0)Raport | Uganda | Stade de Port-Gentil, Port-Gentil Sędzia: Joshua Bondo |
|                        |                         |                |        |                                                        |

| 17 stycznia 2017 20:00 | Mali | 0:0Raport | Egipt | Stade de Port-Gentil, Port-Gentil Sędzia: Daniel Bennett |
|                        |      |           |       |                                                          |

| 21 stycznia 2017 17:00 | Ghana · Gyan 21' | 1:0(1:0)Raport | Mali | Stade de Port-Gentil, Port-Gentil Sędzia: Mehdi Abid Charef |
|                        |                  |                |      |                                                             |

| 21 stycznia 2017 20:00 | Egipt · Said 89' | 1:0(0:0)Raport | Uganda | Stade de Port-Gentil, Port-Gentil Sędzia: Malang Diedhiou |
|                        |                  |                |        |                                                           |

| 25 stycznia 2017 20:00 | Egipt · Salah 11' | 1:0(1:0)Raport | Ghana | Stade de Port-Gentil, Port-Gentil Sędzia: Bakary Gassama |
|                        |                   |                |       |                                                          |

| 25 stycznia 2017 20:00 | Uganda · Miya 70' | 1:1(0:0)Raport | Mali · Bissouma 73' | Stade d'Oyem, Oyem Sędzia: Ali Lemghaifry |
|                        |                   |                |                     |                                           |

## Faza pucharowa
|  |                                              |                               |                                              |                                         |       |              |                                         |                                              |                                              |                                              |                   |       |       |
|  | Ćwierćfinały                                 | Ćwierćfinały                  | Ćwierćfinały                                 |                                         |       | Półfinały    | Półfinały                               | Półfinały                                    |                                              |                                              | Finał             | Finał | Finał |
|  | Ćwierćfinały                                 | Ćwierćfinały                  | Ćwierćfinały                                 |                                         |       | Półfinały    | Półfinały                               | Półfinały                                    |                                              |                                              | Finał             | Finał | Finał |
|  | 28.01.17 – Stade d'Angondjé, Libreville      |                               |                                              |                                         |       |              |                                         |                                              |                                              |                                              |                   |       |       |
|  |                                              |                               |                                              |                                         |       |              |                                         |                                              |                                              |                                              |                   |       |       |
|  | Burkina Faso                                 | Burkina Faso                  | 2                                            |                                         |       |              |                                         |                                              |                                              |                                              |                   |       |       |
|  | Burkina Faso                                 | Burkina Faso                  | 2                                            | 01.02.17 – Stade d'Angondjé, Libreville |       |              |                                         |                                              |                                              |                                              |                   |       |       |
|  | Tunezja                                      | Tunezja                       | 0                                            |                                         |       |              |                                         |                                              |                                              |                                              |                   |       |       |
|  | Tunezja                                      | Tunezja                       | 0                                            |                                         |       | Burkina Faso | Burkina Faso                            | 1 (3)                                        |                                              |                                              |                   |       |       |
|  | 29.01.17 – Stade de Port-Gentil, Port-Gentil |                               |                                              |                                         |       | Burkina Faso | Burkina Faso                            | 1 (3)                                        |                                              |                                              |                   |       |       |
|  |                                              |                               | Egipt                                        | Egipt                                   | 1 (4) |              |                                         |                                              |                                              |                                              |                   |       |       |
|  | Egipt                                        | Egipt                         | Egipt                                        | Egipt                                   | 1 (4) | 1            |                                         |                                              |                                              |                                              |                   |       |       |
|  | Egipt                                        | Egipt                         |                                              |                                         |       | 1            | 05.02.17 – Stade d'Angondjé, Libreville |                                              |                                              |                                              |                   |       |       |
|  | Maroko                                       | Maroko                        | 0                                            |                                         |       |              |                                         |                                              |                                              |                                              |                   |       |       |
|  | Maroko                                       | Maroko                        | 0                                            |                                         |       | Egipt        | Egipt                                   | 1                                            |                                              |                                              |                   |       |       |
|  | 28.01.17 – Stade de Franceville, Franceville |                               |                                              |                                         |       | Egipt        | Egipt                                   | 1                                            |                                              |                                              |                   |       |       |
|  |                                              |                               | Kamerun                                      | Kamerun                                 | 2     |              |                                         |                                              |                                              |                                              |                   |       |       |
|  | Senegal                                      | Senegal                       | Kamerun                                      | Kamerun                                 | 2     | 0 (4)        |                                         |                                              |                                              |                                              |                   |       |       |
|  | Senegal                                      | Senegal                       | 02.02.17 – Stade de Franceville, Franceville |                                         |       | 0 (4)        |                                         |                                              |                                              |                                              |                   |       |       |
|  | Kamerun                                      | Kamerun                       | 0 (5)                                        |                                         |       |              |                                         |                                              |                                              |                                              |                   |       |       |
|  | Kamerun                                      | Kamerun                       | 0 (5)                                        |                                         |       | Kamerun      | Kamerun                                 | 2                                            | Mecz o 3. miejsce                            | Mecz o 3. miejsce                            | Mecz o 3. miejsce |       |       |
|  | 29.01.17 – Stade d'Oyem, Oyem                |                               |                                              |                                         |       | Kamerun      | Kamerun                                 | 2                                            | Mecz o 3. miejsce                            | Mecz o 3. miejsce                            | Mecz o 3. miejsce |       |       |
|  |                                              |                               | Ghana                                        | Ghana                                   | 0     |              |                                         | 04.02.17 – Stade de Port-Gentil, Port-Gentil | 04.02.17 – Stade de Port-Gentil, Port-Gentil | 04.02.17 – Stade de Port-Gentil, Port-Gentil |                   |       |       |
|  | Demokratyczna Republika Konga                | Demokratyczna Republika Konga | Ghana                                        | Ghana                                   | 0     | 1            |                                         | 04.02.17 – Stade de Port-Gentil, Port-Gentil | 04.02.17 – Stade de Port-Gentil, Port-Gentil | 04.02.17 – Stade de Port-Gentil, Port-Gentil |                   |       |       |
|  | Demokratyczna Republika Konga                | Demokratyczna Republika Konga |                                              |                                         |       |              |                                         | Burkina Faso                                 | Burkina Faso                                 | 1                                            |                   |       |       |
|  | Ghana                                        | Ghana                         | 2                                            |                                         |       |              |                                         |                                              | Burkina Faso                                 | 1                                            |                   |       |       |
|  | Ghana                                        | Ghana                         | 2                                            |                                         |       |              |                                         | Ghana                                        | Ghana                                        | 0                                            |                   |       |       |
|  |                                              |                               |                                              |                                         |       |              |                                         |                                              | Ghana                                        | 0                                            |                   |       |       |

### Ćwierćfinały
| 28 stycznia 2017 17:00 | Burkina Faso · Bancé 81' · Nakoulma 85' | 2:0(0:0)Raport | Tunezja | Stade d'Angondjé, Libreville Sędzia: Daniel Bennett |
|                        |                                         |                |         |                                                     |

| 28 stycznia 2017 20:00                  | Senegal | 0:0 (dogr.) k. 4:5Raport                       | Kamerun | Stade de Franceville, Franceville Sędzia: Janny Sikazwe |
|                                         |         |                                                |         |                                                         |
|                                         |         | Rzuty karne                                    |         |                                                         |
| Koulibaly · Mbodj · Sow · Saivet · Mané |         | Moukandjo · Oyongo · Teikeu · Zoua · Aboubakar |         |                                                         |

| 29 stycznia 2017 17:00 | Demokratyczna Republika Konga · M’Poku 68' | 1:2(0:0)Raport | Ghana · J. Ayew 63' · A. Ayew 78' (k) | Stade d'Oyem, Oyem Sędzia: Bernard Camille |
|                        |                                            |                |                                       |                                            |

| 29 stycznia 2017 20:00 | Egipt · Kahraba 88' | 1:0(0:0)Raport | Maroko | Stade de Port-Gentil, Port-Gentil Sędzia: Eric Otogo-Castane |
|                        |                     |                |        |                                                              |

### Półfinały
| 1 lutego 2017 20:00                             | Burkina Faso · Bancé 73' | 1:1 (dogr.) k. 3:4(0:0, 1:1, 1:1)Raport      | Egipt · Salah 66' | Stade d'Angondjé, Libreville Sędzia: Malang Diedhiou |
|                                                 |                          |                                              |                   |                                                      |
|                                                 |                          | Rzuty karne                                  |                   |                                                      |
| Al. Traoré · Diawara · Yago · Koffi · B. Traoré |                          | Said · Sobhi · Ahmad Hidżazi · Salah · Warda |                   |                                                      |

| 2 lutego 2017 20:00 | Kamerun · Ngadeu-Ngadjui 72' · Bassogog 90+3' | 2:0(0:0)Raport | Ghana | Stade de Franceville, Franceville Sędzia: Bakary Gassama |
|                     |                                               |                |       |                                                          |

### Mecz o 3. miejsce
| 4 lutego 2017 20:00 | Burkina Faso · Al. Traoré 89' | 1:0(0:0)Raport | Ghana | Stade de Port-Gentil, Port-Gentil Sędzia: Mehdi Abid Charef |
|                     |                               |                |       |                                                             |

### Finał
| 5 lutego 2017 20:00 | Egipt · Elneny 22' | 1:2(1:0)Raport | Kamerun · N’Koulou 60' · Aboubakar 89' | Stade d'Angondjé, Libreville Widzów: 38 250 Sędzia: Janny Sikazwe |
|                     |                    |                |                                        |                                                                   |

## Klasyfikacja Końcowa
Niezakwalifikowany/Nie należy do CAF
     Faza grupowa
     Ćwierćfinał
     Czwarte miejsce
     Trzecie miejsce
     Drugie miejsce
     Mistrzostwo

Mapa prezentująca etapy, po których poszczególne kraje odpadły:
Niezakwalifikowany/Nie należy do CAF
Faza grupowa
Ćwierćfinał
Czwarte miejsce
Trzecie miejsce
Drugie miejsce
Mistrzostwo

Uwaga: Rozstrzygnięcie meczu w rzutach karnych uznaje się jako remis i obu drużynom dodaje się 1 pkt.
| złoto                          | Kamerun                       | A | 6 | 12 | +5 | 7 | 2 |
| srebro                         | Egipt                         | D | 6 | 11 | +2 | 5 | 3 |
| brąz                           | Burkina Faso                  | A | 6 | 12 | +5 | 8 | 3 |
| 4.                             | Ghana                         | D | 6 | 9  | -1 | 4 | 5 |
| Wyeliminowane w ćwierćfinale   |                               |   |   |    |    |   |   |
| 5.                             | Senegal                       | B | 4 | 8  | +4 | 6 | 2 |
| 6.                             | Demokratyczna Republika Konga | C | 4 | 7  | +2 | 7 | 5 |
| 7.                             | Maroko                        | C | 4 | 6  | +1 | 4 | 3 |
| 8.                             | Tunezja                       | B | 4 | 6  | -1 | 6 | 7 |
| Wyeliminowane w fazie grupowej |                               |   |   |    |    |   |   |
| 9.                             | Gabon                         | A | 3 | 3  | 0  | 2 | 2 |
| 10.                            | Algieria                      | B | 3 | 2  | -1 | 5 | 6 |
| 11.                            | Wybrzeże Kości Słoniowej      | C | 3 | 2  | -1 | 2 | 3 |
| 12.                            | Mali                          | D | 3 | 2  | -1 | 1 | 2 |
| 13.                            | Uganda                        | D | 3 | 1  | -2 | 1 | 3 |
| 14.                            | Gwinea Bissau                 | A | 3 | 1  | -3 | 2 | 5 |
| 15.                            | Zimbabwe                      | B | 3 | 1  | -4 | 4 | 8 |
| 16.                            | Togo                          | C | 3 | 1  | -4 | 2 | 6 |

## Nagrody
Wyróżnienia indywidualne dla zawodników:
| Wyróżnienie        | Zawodnik           | Reprezentacja                 |
| ------------------ | ------------------ | ----------------------------- |
| Najlepszy zawodnik | Christian Bassogog | Kamerun                       |
| Najlepszy strzelec | Junior Kabananga   | Demokratyczna Republika Konga |
| Drużyna Fair Play  | -                  | Egipt                         |

Drużyna turnieju:
| Bramkarz      | Obrońcy                                         | Pomocnicy                                                                  | Napastnicy                          |
| ------------- | ----------------------------------------------- | -------------------------------------------------------------------------- | ----------------------------------- |
| Fabrice Ondoa | Kara Mbodj Ahmad Hidżazi Michael Ngadeu-Ngadjui | Charles Kaboré Daniel Amartey Bertrand Traoré Christian Atsu Mohamed Salah | Christian Bassogog Junior Kabananga |

## Najlepsi strzelcy
3 gole
- Junior Kabananga

2 gole
- Riyad Mahrez
- Islam Slimani
- Aristide Bancé
- Préjuce Nakoulma
- Paul-José M’Poku
- Mohamed Salah
- Pierre-Emerick Aubameyang
- André Ayew
- Michael Ngadeu-Ngadjui
- Sadio Mané
- Naïm Sliti

1 gol
- Sofiane Hanni
- Issoufou Dayo
- Alain Traoré
- Bertrand Traoré
- Neeskens Kebano
- Firmin Ndombe Mubele
- Kahraba
- Mohamed Elneny
- Abdallah Said
- Jordan Ayew
- Asamoah Gyan
- Piqueti
- Juary Soares
- Vincent Aboubakar
- Christian Bassogog
- Benjamin Moukandjo
- Nicolas N’Koulou
- Sébastien Siani
- Yves Bissouma
- Rachid Alioui
- Aziz Bouhaddouz
- Youssef En-Nesyri
- Romain Saïss
- Papa Kouli Diop
- Kara Mbodj
- Henri Saivet
- Moussa Sow
- Mathieu Dossevi
- Kodjo Fo-Doh Laba
- Wahbi Khazri
- Taha Yassine Khenissi
- Youssef Msakni
- Faruku Miya
- Wilfried Bony
- Serey Dié
- Kudakwashe Mahachi
- Nyasha Mushekwi
- Knowledge Musona
- Tendai Ndoro

gole samobójcze
- Aïssa Mandi (dla Tunezji)
- Rudinilson (dla Burkina Faso)